# Aulus Cecina
Aulus Cecina (llatí: Aulus Caecina) va ser un autor i traductor de diversos llibres sobre endevinació etrusca, probablement el mateix que va defensar Ciceró el 68 aC (o potser un fill seu). Era membre d'una família etrusca, la gens Caecina, originària de la ciutat de Volterra, d'on van sortir molts harúspexs. Va ser educat a Roma i va ser company d'estudis de Ciceró, amb el que tenia una bona amistat.
Era casat en segones núpcies amb una noble etrusca, vídua d'un ric banquer de Tarquínia. Quan la seva dona va morir va tenir un complicat procés judicial per poder rebre l'herència que li havia correspost en el testament, i va ser defensat per Ciceró en el conegut discurs Pro Caecina (68 aC).
Era membre del partit pompeià, i va lluitar en la batalla de Tapsos. Cecina va escriure un libel contra Cèsar que li va costar un exili a Sicília l'any 46 aC, del qual hom té notícia per la seva correspondència amb Ciceró. Aquest el va recomanar davant del governador de l'illa, Furfani. Per tal d'obtenir el perdó de Cèsar va escriure unes Querelae on feia un abrandat elogi del dictador. L'any 47 havia anat a l'Àsia recomanat per Ciceró al procònsol de la província Publi Servili.
Va deixar escrites nombroses traduccions de l'etrusc al llatí i comentaris sobre l'endevinació etrusca, en una obra titulada Disciplina etrusca, on feia referència especialment a la doctrina dels llamps (libri fulgurales), coneixement que havia heretat del seu pare. La seva obra, avui perduda, va ser consultada i citada per Ciceró, Sèneca i Plini. Va ser també considerat un bon orador.